# مقاطعة أوهايو (كنتاكي)
مقاطعة أوهايو (بالإنجليزية: Ohio County)‏ هي إحدى المقاطعات في ولاية كنتاكي في الولايات المتحدة الأمريكية.

## أعلام
- راي شابمان